# Draconian
Draconian är en svensk musikgrupp som spelar gothic doom metal. Musikgruppen bildades i Säffle 1994.

## Medlemmar

### Nuvarande medlemmar
- Johan Ericson – trummor (1994–1999), bakgrundssång (1997–1999), gitarr (2002– )
- Anders Jacobsson – keyboard (1994–1999), sång (1994– )
- Jerry Torstensson – trummor (2002– )
- Lisa Johansson – sång (2002–2011, 2022– )[1]
- Daniel Arvidsson – gitarr (2005–2022), basgitarr (2022– )[2]
- Niklas Nord – gitarr (2022– )[2]

### Tidigare medlemmar
- Heike Langhans – sång (2012–2021)[1]
- Jesper Stolpe – basgitarr (1994–2002, 2004–2005)
- Andreas Hindenäs – gitarr (1994–2002)
- Susanne Arvidsson – sång, keyboard (1995–1997)
- Magnus Bergström – gitarr (1996–2005)
- Andreas Karlsson – keyboard, programmering (1997–2005)
- Thomas Jäger – basgitarr (2002–2004)
- Elena Andersson – keyboard (2006–2007)
- Fredrik Johansson – basgitarr (2006–2016)

### Turnerande medlemmar
- Sanne Carlsson – keyboard (2005–2007)
- Lisa Cuthbert – sång (2015)
- Daniel Änghede – basgitarr (2016– )
- Tarald Lie – trummor (2016– )
- Jesper Stolpe – basgitarr (2016– )
- Daniel Johansson – trummor (2019– )

### Gästande musiker (studio)
- Jessica Eriksson – flöjt, sång på Shades of a Lost Moon
- Andreas Haag – keyboard på Shades of a Lost Moon
- Olof Götlin – violin på Where Lovers Mourn
- Paul Kuhr – sång på Turning Season Within

## Diskografi

### Studioalbum
- Where Lovers Mourn (2003)
- Arcane Rain Fell (2005)
- The Burning Halo (2006)
- Turning Season Within (2008)
- A Rose for the Apocalypse (2011)
- Sovran (2015)
- Under A Godless Veil (2020)

### Demoer
- Shades of a Lost Moon (1995)
- In Glorious Victory (1997)
- The Closed Eyes of Paradise (1999)
- Frozen Features (2000)
- Dark Oceans We Cry (2002)

### Singlar
- "No Greater Sorrow" (2008)
- "Stellar Tombs" (2015)